# Roxanne Seeman
Roxanne Joy Seeman (New York, 10 giugno 1954) è una compositrice, paroliera e produttrice discografica statunitense.
Conosciuta in particolare per le collaborazioni con Philip Bailey, Phil Collins, The Jacksons, Barbra Streisand, Billie Hughes, Riccardo Cocciante, The Sisters Of Mercy, Bette Midler e Earth, Wind & Fire, è stata candidata due volte ai Premi Emmy.
Seeman è autore e produttore del Japan Gold Disk Award International Single of the Year "Welcome To The Edge" di Billie Hughes.
Ha scritto canzoni per artisti cinesi tra cui Jacky Cheung, Yang Kun, Chen Linong, Super Vocal, Rainie Yang e produzioni di Zhang Yadong e Gao Xiaosong.
Seeman è produttore degli spettacoli di Broadway To Kill a Mockingbird e The Waverly Gallery.

## Biografia
Seeman è nata a New York da genitori ebrei, Murray Seeman, avvocato e imprenditore immobiliare, e sua moglie Lee (nata Sachs). Suo padre è stato studioso, veterano della Seconda Guerra Mondiale e sindaco di Great Neck Estates, dove la famiglia risiedeva. Trentatré parenti della famiglia Seeman sono stati uccisi durante l'Olocausto. Sua madre, ex membro della Commissione statunitense per la conservazione del patrimonio americano all'estero, è di origine israeliana.
All'età di dieci anni, Seeman inizia a studiare pianoforte. Suona il violino alla Saddle Rock Elementary School e inizia chitarra a sedici anni.
Durante la scuola superiore, si dedica con passione alle arti figurative. Frequenta l'Università Carnegie Mellon di Pittsburgh, in Pennsylvania, con l’intenzione di intraprendere una carriera artistica. Continua a studiare pianoforte classico.
In università si occupa dell’organizzazione di concerti nel campus. Appassionata di jazz, frequenta un corso di teoria jazz tenuto da Nathan Davis, direttore degli studi jazz presso l'Università di Pittsburgh.
Desiderosa di apprendere la calligrafia cinese, segue un corso di lingua cinese, durante il quale impara a scrivere i caratteri. Questo la spinge a fare domanda come studentessa all'Università Columbia di New York, dove approfondisce gli studi asiatici e si avvicina al mondo musicale della città.
Durante la permanenza a Long Island, studia pianoforte con Tony Aless. Riceve inoltre alcune lezioni da Sir Roland Hanna.
Seeman si laurea all'Università Columbia e al Barnard College, conseguendo un B.A. in Orientalistica, con specializzazione in arte e lingua cinese.

## Carriera
Seeman frequenta i jazz club di New York City mentre lavora come segretaria alla Atlantic Records e alla Warner Communications. Tra un impiego e l'altro, inizia a scrivere testi per brani strumentali jazz. A New York conosce David Lasley, autore e cantante in tour con James Taylor, che registra le demo dei suoi testi.
Nel 1977 si trasferisce a Los Angeles per lavorare alla ABC Records. Nel 1979 Dee Dee Bridgewater incide una versione con testo scritto da Seeman del brano strumentale Tequila Mockingbird di Ramsey Lewis, composto da Larry Dunn e prodotto da George Duke. Successivamente collabora con Philip Bailey degli Earth, Wind & Fire, con il quale insieme a Maurice White ed Eddie del Barrio scrive "Sailaway" per l’album Faces del gruppo.
Collabora con Carmine Coppola e Italia Pennino alla scrittura di testi e alla produzione di demo tratti da temi musicali dei film Black Stallion, I ragazzi della 56ª strada e Napoleone.
Scrive brani originali con David Lasley e altri autori, producendo agli ABC Recording Studios con David Benoit, Bobby Watson, Eduardo del Barrio, David Garibaldi, Doug Rodrigues, Terry Reid, Hubert Laws, Sylvia St. James, Arnold McCuller, Al Schmitt Jr. e Zoli Osaze. Conosce Gerry Brown, produttore alla ABC, che si occupa del mix delle sue canzoni.
Durante le registrazioni alla ABC, presenta a Jermaine Jackson "Tahiti Hut", un brano strumentale di Eumir Deodato e Maurice White con testo di Seeman, cantato da David Lasley. Il brano viene registrato durante le sessioni con il gruppo Switch, insieme a Reaching for Tomorrow, scritto con Paul Jackson Jr. e Seeman.
Nel 1982 firma un contratto come autrice con Intersong Music. Durante questo periodo scrive "Walking on the Chinese Wall" con Billie Hughes. Il brano viene inizialmente rifiutato, ma nel 1984 Philip Bailey decide di inciderlo; diventa il singolo del suo album Chinese Wall ed entra nella Billboard Hot 100, accompagnato da un videoclip.
Roxanne ha ottenuto poi l'incarico di Assistente esecutivo di Scott Rudin, Presidente di Produzione della 20 Century Fox. Nel 1987, ha lavorato a Bangkok nel film “Off limits”, con attori principali Willem Dafoe e Gregory Hines. È stata anche accreditata per il casting Thailandese.

### Collaborazioni con Billies Hughes
La collaborazione di Seeman con il cantautore e compositore Billie Hughes inizia nel 1983 e prosegue fino alla sua morte nel 1998.
Insieme a Hughes scrive, oltre a "Walking on the Chinese Wall" interpretata da Philip Bailey, anche "If You’d Only Believe" dei The Jacksons 5, "Night and Day" di Bette Midler, "Under the Gun" dei The Sisters of Mercy e numerosi brani interpretati da Billie Hughes per il cinema e la televisione.
Sempre con Hughes scrive e produce "Welcome to the Edge", che riceve una candidatura agli Emmy. Nello stesso anno, "Welcome to the Edge" è utilizzata come tema d'amore nella serie televisiva Santa Barbara e come sigla della serie televisiva giapponese Mou Daremo Aisanai (もう誰も愛さない).
"Welcome to the Edge" raggiunge il primo posto in Giappone e rimane nella Top 10 di Billboard Japan per quattro mesi, vendendo 520.000 copie. È anche il brano che dà il titolo all'album Welcome to the Edge di Billie Hughes.Hughes esegue il brano ai NHK Japan Grand Prix Gold Disk Awards, dove riceve il premio come Miglior singolo internazionale dell’anno. L'album Welcome to the Edge è stato distribuito nel Sud Est Asiatico e la canzone ripresa da numerosi e famosi artisti giapponesi e cinesi.
Seeman e Hughes ricevono una seconda candidatura agli Emmy per il brano "Dreamlove".
Phil Collins include successivamente la versione di "Walking on the Chinese Wall" interpretata da Philip Bailey, prodotta da lui stesso, nell'album Plays Well with Others.

### Carriera come compositrice
“Walking On The Chinese Wall” è una delle canzoni storiche di Roxanne e Billie, titolo anche della colonna sonora, del singolo e del video dell'album “Chinese Wall “ di Philip Bailey prodotto da Phil Collins. Nel 1985, Philip Bailey ha ricevuto una nomination ai Grammy nella categoria “miglior voce maschile R&B” per l'album “Chinese Wall”.
Nel settembre 2004, sulla Grande muraglia cinese, si è tenuto il primo concerto pop nella storia del paese con la partecipazione di Alicia Keys. La canzone di Roxanne Seeman e Billie Hughes ”Walking On The Chinese Wall”, cantata da Philip Bailey e prodotta da Phil Collins,  è stata la sigla di chiusura dell'evento.
Roxanne ha raggiunto il successo in Europa, Asia e Sud America, componendo testi per brani che spesso sono stati adattati con la lingua del luogo. Barbra Streisand ha registrato  “Let's start Right Now”, una canzone brasiliana con parole inglesi originali della Seeman. Let's Start Right Now”  è apparsa come bonus track nell'edizione limitata dell'album “A Love Like Our” della Streisand ed è stata inoltre introdotta come canzone bonus collegata alla distribuzione internazionale di “If you ever leave me”.
Nel 1991, Bette Midler ha distribuito “Night and Day” di Seeman e Hughes, in versione singolo e videoclip. Nel 1993, The Sisters of Mercy ha lanciato "Under The Gun", un disco singolo complete di video musicale, scritto da Billie Hughes, Roxanne Seeman, e Andrew Eldritch, prodotto da Andrew Eldritch e Billie Hughes. Nel 2003, Jermaine Jackson si è esibito in “Let's Start Right Now” su “The View”, introdotto da Barbara Walters.
In collaborazione con Sarah Brightman e Frank Peterson, la Seeman ha scritto "Harem", una nuova originale poesia per "Cancao do Mar", nota musica portoghese resa famosa da Amalia Rodrigues. L'album “Harem” di Sarah Brightman è rimasto per oltre 80 settimane in classifica nella categoria “migliori album di classical crossover (pop classico)” . “Harem” era anche il titolo dell'"Harem World Tour" di Brightman mandato in onda durante la trasmissione "Harem: A Desert Special Fantasy", e del suo DVD "Live from Las Vegas Harem World Tour". Il singolo dance di Harem (Lehman & Rivera Mixes) ha conquistato il primo posto nella classifica Hot Dance Club Play della Billboard Chart.
Nel dicembre 2008, Daniel Lindstrom ha distribuito in Svezia il singolo "Caught In That feeling", scritto da Seeman, Lindstrom e Samsson. Nel mese di marzo 2009, mentre era a Los Angeles, la Seeman ha incontrato Philipp Steinke di Berlino e iniziato una proficua collaborazione che li ha portati c comporre la canzone "Amor En Suspenso (Crocodile Tears)" per Alejandra Guzman, la “regina del rock” in Messico. Il singolo  è stato introdotto nell'album “Unico”, pubblicato da EMI Latin. In un'intervista nell'ottobre 2009 con Primero Noticias, la Guzman ha rivelato che stava pensando di dedicare "Amor En Suspenso" ad un'esperienza traumatica vissuta personalmente a causa di un errore medico. Nel 2010, l'album “Unico” della Gulzman ha raggiunto la posizione di disco d'oro.

### Asia
Nel 2009, la Seeman ha iniziato a scrivere per il nuovo di Jacky Cheung, il numero uno delle pop-star cinesi. Lavorando con il produttore di Cheung, Andrew Tuason, Roxanne ha scritto cinque canzoni per un album cantonese-jazz di Jacky Cheung,  con l'aiuto anche di collaboratori europei. I titoli delle cinque canzoni sono: “Lucky in love”, “Double trouble”, “Let it go”, “Which way, Robert Frost” e “Everyday is Christmas”, e tutte sono cantate in inglese. La canzone “Everyday is Christmas” è stata composta in collaborazione con Philipp Steinke e in seguito a questa Cheung ha chiesto alla Seeman e Steinke di scriverne un'altra, sempre in collaborazione: è nata così  “Which way, Robert Frost”. Cheung, in seguito, ha dichiarato di avere tradotto entrambe le canzoni in cinese, ma poiché nessuna delle due traduzioni rifletteva bene le parole inglesi, si è convinto a cantarle direttamente in inglese. L'album che conteneva queste canzoni dal titolo “Private Corner”, oltre ad essere il primo album in stile jazz dell'artista, divenne anche disco di platino in meno di una settimana.
Mentre stava registrando “Private Corner”, Jacky Cheung aveva anche un ruolo da protagonista nel film “Crossing Hennessy” e la canzone “Lucky in love”  è stata aggiunta come colonna sonora per i titoli di coda del film. La première del film si è tenuta il 21 marzo 2010 all'“Hong Kong International Film Festival”.
Nel 2009, il nuovo gruppo 4Minute di ragazze della Corea del Sud con la partecipazione di Kim Hyun-Ah delle “The Wonder Girls”, ha registrato la canzone “"Qing Chun Dou 青春鬥 (Youth Bucket)"”. Poiché le 4Minute non hanno registrato il singolo “Qing Chun Dou ”,  Rainie Yang di Sony Taiwan ne fece una registrazione in mandarino. “Qing Chun Dou” della Yang è stato introdotto nella serie televisiva drammatica taiwanese “Hi My Sweetheart”, dove i protagonisti erano Rainie Yang e Show Luo. Rainie Yang ha partecipato anche in un famoso show televisivo taiwanese “One Hundred Percent Entertainment” il cui presentatore era Show Luo, il quale, proprio sulle note di “Qing Chun Dou”, ha inventato un nuovo ballo insegnandolo alla Yang. Nel corso dello show, Yang disse che i passi inventati da Luo erano ancor più difficili di quelli del ballo originale per “Qing Chun Dou”. Successivamente Rainie Yang registrò “Qing Chun Dou” in Giapponese per lanciare il singolo sul mercato Giapponese.
La Seeman, nell'agosto 2009, è tornata in Asia per un periodo di cinque settimane. Da allora molte sue canzoni sono state registrate e lanciate sul mercato come “All Pumper Up” cantata da Evan Yo (Sony Taiwan), “Cha Cha Cha” da Linda Chung (star entertainment Hong Kong), “When You Hear This Song” da Allen Su (Sony Beijing), “Arrest Me” da Amber Kuo (Warner Taiwan), e “No One Knows” da Stephy Tang (Gold Typhoon). Nel medesimo periodo si sono registrati i videoclip musicali di “Double Trouble” cantata da Jacky Cheung, “Qing Chun Dou” di Rainie Yang e “No One Knows” di Stephy Tang.
Nel gennaio 2010, la Seeman ha partecipato, insieme a Daniel Nitt, alla conferenza stampa di Jacky Cheung, organizzata dalla Universal Music in Hong Kong in occasione del successo dell'album “Private Corner” e il 29 gennaio è stata intervistata dal presentatore radiofonico Ray Cordeiro.
Il 30 aprile 2010 Jacky Cheung ha tenuto una performance live delle canzoni contenute in “Private Corner” aggiungendo anche canzoni classiche come “New York,New York” e “Somewhere Over The Rainbow”, presso l'Hong Kong Jocky club Auditorium. Il concerto è stato registrato su DVD e messo in commercio il 24 luglio 2010. Le canzoni “Everyday Is Christmas”, “Which Way, Robert Frost”, “Double Trouble” e “Let It Go” sono state incluse nel DVD e l'MV di “Double Trouble”  è stato incluso nei bonus extra.
Secondo quanto dichiarato dalla Ovi Music (Nokia) riguardo ai trend di download il “Dio delle canzoni” di Hong Kong , Jacky Cheung è  entrato nella classifica delle dieci canzoni natalizie più scaricate del 2010 con il singolo “Everyday Is Christmas” ma è stato anche l'unico artista cinese ad entrare nelle prime dieci posizioni.
La Seeman è ancora tornata in Cina nel periodo del capodanno 2011 in occasione dell'avvio del tour di Jacky Cheung “1/2 Century World Tour” ed ha partecipato ai concerti che si sono tenuti a Shanghai, Guangzhou e Pechino: ogni concerto ha previsto la partecipazione di ben 18 ballerini e 25 musicisti.

## Film e televisione
I lavori di Roxanne sono incorporati in alcuni film, in programmi televisivi, in registrazioni e in videoclip musicali. La canzone “So Hard To Know”  è stata composta a richiesta di Chet Baker e apparsa nel documentario nominato all'Oscar “Let's get lost”: un tributo di Bruce Weber alla vita e alla musica di Chet Baker. “Let's get lost”, documentario su Chet Baker di Bruce Weber, è stato premiato a Londra il 5 giugno 2008.
Il 19 febbraio 1994, la trasmissione dal vivo nel canale ABC ”The Jackson Family Honors” in diretta da Las Vegas dal Grand Hotel MGM, ha utilizzato la canzone di Roxanne Seeman, Billie Hughes, e Jermaine Jackson  “If You'd Only Believe”, con una esibizione finale che includeva la partecipazione, tra gli altri, di Michael Jackson e Celine Dion.
“Welcome To The Edge” ha ricevuto una nomination agli Emmy come miglior canzone originale per serial televisivo “Santa Barbara”. Nel 1992, Seeman e Hughes hanno ricevuto una seconda nomination agli Emmy nella categoria miglior canzone originale per “Dreamlove” del serial televisivo drammatico “Another World”.
Con gli Earth, Wind and Fire la Seeman ha scritto “Cruisin” per il film “Get on The Bus” di Spike Lee. Una collaborazione con Eric Levi degli ERA e Philip Bailey di Earth, Wind and Fire, è apparsa come canzone di coda del film francese di successo “La Vengeance d'Une Blonde”.
Seeman ha scritto “Hold On To The Good Things” per il film “Stuart Little 2” registrato dall'artista vincitrice di un Grammy, Shawn Colvin.“Hold on the Good Things” ne era la seconda canzone di coda.
Dalla colonna sonora di William Loss, per il film “The Young Black Stallion”, Roxanne e Gavin Greenaway hanno sviluppato e prodotto la canzone “Born to Ride” cantata da Biana Tamini, un'attrice di undici anni, per la distribuzione in DVD del dicembre 2004.
Le canzoni della Seeman sono anche comparse nella serie televisiva prodotta dal canale Nickelodeon Hollywood Heights a partire dal 20 giugno 2012.
Roxanne Seeman e Riccardo Cocciante hanno scritto insieme la canzone "When Love Calls Your Name" per la finalista e vincitrice del programma The Voice of Italy di Rai2 Elhaida Dani. Un videoclip della recording session della Dani con Cocciante nel ruolo di giudice del programma è stata pubblicata sul sito della RAI e la canzone è stata resa disponibile sul iTunes Italia, il numero di downloads contribuiva alla somma dei voti per la finale.
Nella finale di "The Voice of Italy" del 30 maggio 2013, Elhaida Dani ha cantato "When Love Calls Your Name" e nel momento in cui viene annunciata la sua vittoria Riccardo Cocciante sale anche lui sul palco per cantare con lei una versione emozionante della canzone.